# R·A·拉夫爾提
拉斐爾·阿洛伊修斯·拉夫爾提（1914年11月7日—2002年3月18日）是美國出生的科幻小說家，作品以獨特的用字，隱喻和敘事方式著稱。還創造過自傳《In a Green Tree》和歷史小説《羅馬的衰落》。1990年獲得世界奇幻小説協會頒發的終生成就獎（世界奇幻獎）。

## 生平
拉夫爾提1914年出身在美國艾奧瓦州的尼歐拉，是五個兄弟姐妹中最小的。名字「拉斐爾」源於天使拉斐爾。四歲時一家搬到俄克拉荷馬州的佩里，拉夫爾提就讀當地的天主教學校卡西雅霍爾高中，高中後在塔爾薩大學就讀電器工程課程，畢業後在一家名爲Clark Electric Co.的公司工作。1942-1946年第二次世界大戰期間進入美國陸軍服役，在南太平洋戰場活躍，並獲得亞洲-太平洋戰役獎章。45歲開始嘗試創作小説，第一篇小説在1959年刊登在《New Mexico Quarterly Review》上，1971年辭去工作，全職進行寫作。
拉夫爾提一生共創作了200多篇短篇小説，20篇長篇小説，出版了19本小説集，1984年封筆。2002年3月18日在俄克拉荷馬州的斷箭城當地的療養院去世。葬禮在他生前經常去彌撒的塔爾薩的基督君王天主教會進行，安葬於佩里的聖羅斯天主教公墓。他終生未婚。

## 作品
2011年3月美國雜志《Locus》刊登了出售拉夫爾提29部小説和225篇短篇小説版權的廣告。其後在尼爾·蓋曼的倡議下，雜志的非牟利基金Locus Science Fiction Foundation收購了拉夫爾提的作品的版權。

### 系列小説
- 《Argos Mythos》
- 《Coscuin Chronicles》
- 《Institute for Impure Science》
- 《Men Who Knew Everything》
- 《The Collected Short Fiction (R. A. Lafferty)》

### 小説
- 《Past Master》(1968) 1968年星雲獎最佳長篇小說獎和1969年雨果獎獲獎作品
- 《The Reefs of Earth》(1968)
- 《Space Chantey》(1968)
- 《Fourth Mansions》(1969)
- 《Not to Mention Camels》(1976)
- 《The Three Armageddons of Enniscorthy Sweeney》(1977)
- 《Where Have You Been, Sandaliotis?》(1977)
- 《Aurelia》(1982)
- 《Annals of Klepsis》(1983)
- 《Serpent's Egg》(1987)
- 《East of Laughter》(1988)
- 《Sindbad: The 13th Voyage》(1989)

### 合集
- 《Nine Hundred Grandmothers》(1970)
- 《Strange Doings》(1972)
- 《Does Anyone Else Have Something Further to Add? 》(1974)
- 《Funnyfingers & Cabrito》(1976)
- 《Golden Gate and Other Stories》(1982)
- 《Four Stories》 (1983)
- 《Heart of Stone, Dear and Other Stories》 (1983)
- 《Laughing Kelly and Other Verses》 (1983)
- 《Snake in His Bosom and Other Stories》 (1983)
- 《Ringing Changes》 (1984)
- 《The Man Who Made Models and Other Stories》 (1984)
- 《Le livre d'or de la science-fiction: R. A. Lafferty [French]》 (1984)
- 《Slippery and Other Stories》 (1985)
- 《Strange Skies》 (1988)
- 《The Back Door of History》 (1988)
- 《The Early Lafferty》 (1988)
- 《The Early Lafferty II》 (1990)
- 《Lafferty in Orbit》 (1991)
- 《Mischief Malicious (And Murder Most Strange)》 (1991)
- 《Iron Tears》 (1992)
- 《The R.A. Lafferty Fantastic MEGAPACK®》 (2016)
- 《The Best of R. A. Lafferty》 (2019)

### 短篇小説
- 《伊瑞玛之母》1972年雨果獎最佳短篇小說獎獲獎作品

## 外部鏈接
- 網路推理小說資料庫上的R·A·拉夫爾提
- R·A·拉夫爾提的作品  - 古騰堡計劃
- 互联网档案馆中R·A·拉夫爾提的作品或与之相关的作品
- 來自R·A·拉夫爾提的LibriVox公共領域有聲讀物
- "Guesting Time"（页面存档备份，存于） at Baen Books